# HD 106112
HD 106112 (N Camelopardalis) é uma estrela na direção da Camelopardalis. Possui uma ascensão reta de 12h 12m 11.91s e uma declinação de +77° 36′ 58.3″. Sua magnitude aparente é igual a 5.14. Considerando sua distância de 110 anos-luz em relação à Terra, sua magnitude absoluta é igual a 2.50. Pertence à classe espectral A5m.